# Anandamid
Anandamid (arachidonoylethanolamid; AEA) je endogenní kanabinoidní ligand (endokanabinoid; endokanabinoidní neurotransmiter) na kanabinoidní receptory. Nalézá se v některých zvířecích a lidských orgánech, především pak v mozku. Izoloval jej a jeho strukturu určil český analytický chemik Lumír Ondřej Hanuš a americký molekulární farmakolog William Anthony Devane v laboratoři Raphaela Mechoulama na Hebrejské Univerzitě v Jeruzalémě v roce 1992. Jeho název je odvozen ze sanskrtského slova ananda, což znamená „blaženost“ či „dokonalé štěstí“ a slova amid, které vyjadřuje chemickou podstatu této látky. Je to endogenní kanabinoid, neboť se v mozku váže na receptory, na které se váže také psychotomimeticky aktivní (−)-trans-Δ9-tetrahydrokanabinol, rostlinný kanabinoid z Cannabis sativa (hašiš, marihuana). Anandamid je buď neuromodulátor, nebo neurotransmiter. Tato nedávno objevená informační molekula hraje roli v bolesti, depresi, chuti k jídlu, paměti a plodnosti.
Anandamid se vyskytuje v malých množstvích v kakaových bobech a v čokoládě. Dva nejhojnější N-acylethanolaminy nalezené v čokoládě (N-oleylethanolamin a N-linoleylethanolamin) neaktivují kanabinoidní receptor, ale účinně inhibují rozpad anandamidu. Naznačuje to, že tyto látky mohou přispívat k neodolatelné touze po čokoládě tím, že zabraňují rozpadu anandamidu a ten se v místech jeho účinku hromadí.